# Летники (Підляське воєводство)
Летники (пол. Letniki) — село в Польщі, у гміні Добжинево-Дуже Білостоцького повіту Підляського воєводства.
Населення — 287 осіб (2011).
У 1975-1998 роках село належало до Білостоцького воєводства.

## Демографія
Демографічна структура станом на 31 березня 2011 року:
|          | Загалом | Допрацездатний вік | Працездатний вік | Постпрацездатний вік |
| -------- | ------- | ------------------ | ---------------- | -------------------- |
| Чоловіки | 154     | 28                 | 110              | 16                   |
| Жінки    | 133     | 21                 | 85               | 27                   |
| Разом    | 287     | 49                 | 195              | 43                   |